# منظمات مصنفة على أنها إرهابية حسب البحرين
منظمات مصنفة على أنها إرهابية حسب البحرين 

## القائمة
| الاسم                                   | تاريخ الإضافة إلى القائمة |
| --------------------------------------- | ------------------------- |
| أنصار الإسلام                           |                           |
| إمارة القوقاز الإسلامية                 |                           |
| ائتلاف شباب ثورة 14 فبراير              | 2017/06/09                |
| الحرس الثوري الإيراني                   |                           |
| الحزب الإسلامي التركستاني               |                           |
| اللواء الإسلامي الدولي                  |                           |
| بسيج                                    |                           |
| بوكو حرام                               |                           |
| تنظيم الدولة الإسلامية (داعش)           |                           |
| تنظيم القاعدة                           |                           |
| تنظيم القاعدة في جزيرة العرب            |                           |
| جبهة النصرة                             |                           |
| جيش المهاجرين والأنصار                  |                           |
| جيش عدن أبين الإسلامي                   |                           |
| حركة أحرار البحرين                      | 2017/06/09                |
| حركة المجاهدين                          |                           |
| حركة شام الإسلام                        |                           |
| حزب الله (البحريني)                     | 2017/06/09                |
| سرايا الأشتر                            |                           |
| سرايا المختار                           | 2017/06/09                |
| عصبة الأنصار                            |                           |
| كتائب عبد الله عزام                     |                           |
| كتيبة راف الله السحاتي                  |                           |
| لواء الملثمين                           |                           |
| لواء شهداء رياض الصالحين                |                           |
| مؤسسة الشيخ عيد بن محمد آل ثاني الخيرية |                           |